# Spilosoma semirosea
Spilosoma semirosea là một loài bướm đêm thuộc phân họ Arctiinae, họ Erebidae.